# 笨港天后宮
笨港天后宮，又名笨南港天后宮，是位於臺灣嘉義縣新港鄉南港村的媽祖廟，為彰化南瑤宮笨港進香舉行換龍袍的地點。

## 由來

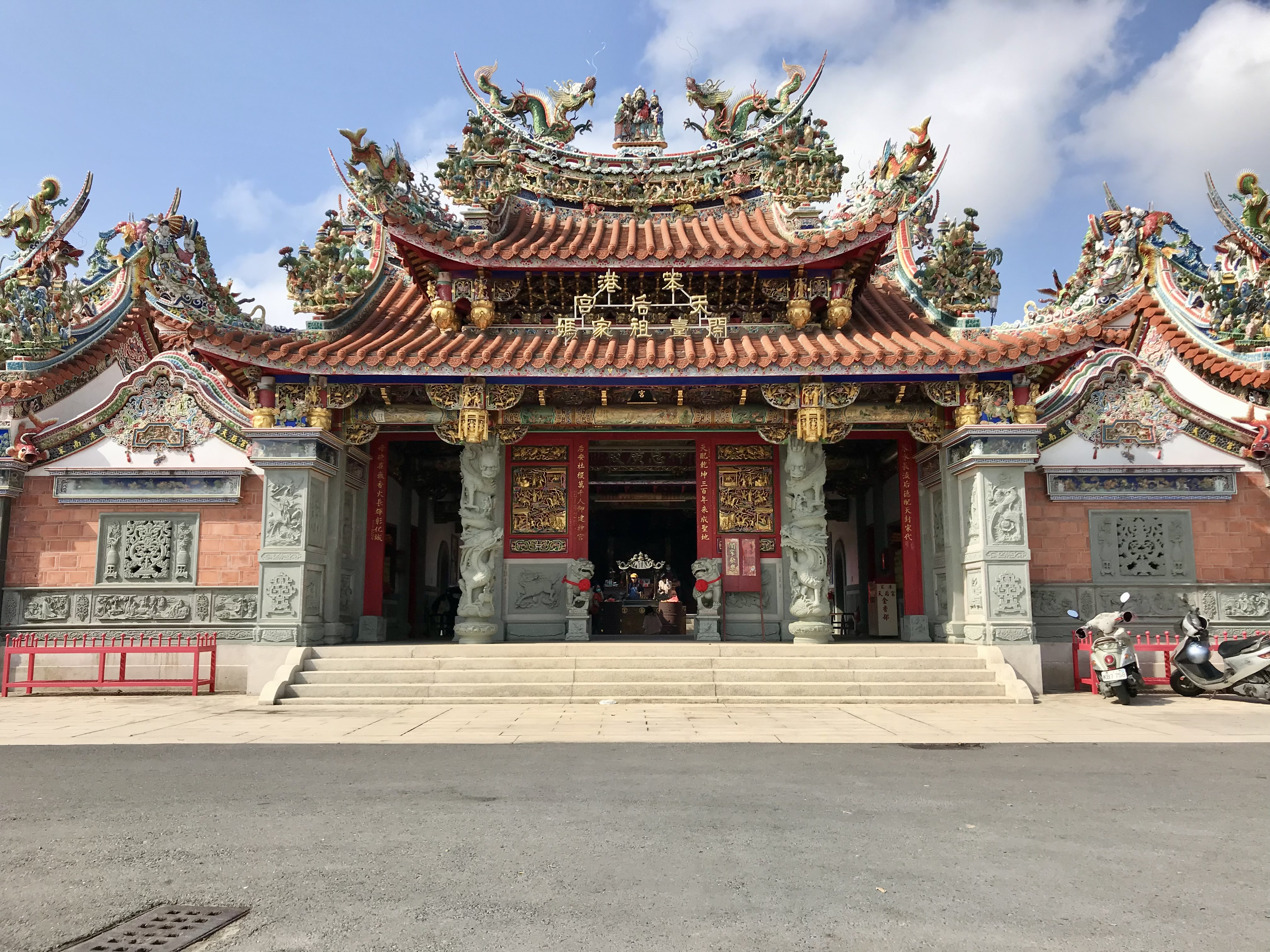
笨港天后宮正殿

雍正三年（1725年），斗六魚寮庄陶器工人楊謙把古笨港天后宮香火帶到彰化大埔磚瑤附近奉祀。相傳附近居民認為有神明顯靈集資雕塑天上聖母神像一尊，奉祀於隔鄰的土地公廟內，此後香火日盛，至乾隆三年（1738年），瓦瑤庄的陳姓民眾捐獻土地建立茅草小祠，同年十一月吳佳聲等人又發起募資建廟，成為今日的彰化南瑤宮。
楊謙後代遷居到笨港水仙宮附近。每逢南瑤宮笨港進香時都會到楊氏祖屋，拜訪楊謙後代子孫，還曾贈送一尊媽祖神像送給他們奉祀，後因楊氏子孫的經濟不濟，無力更換媽祖上的舊龍袍，南瑤宮每逢進香就會攜帶新縫製的龍袍給楊家的媽祖神像換裝。最初南瑤宮每四年請示媽祖一次是否前往笨港，若沒有成功隔年再問，後因交通發達，由各媽會分組輪流。太平洋戰爭爆發，楊家後代被日軍強行徵集到南洋當軍夫，自此絕嗣，於是原先媽祖神像遷祀笨港水仙宮，1962年起換龍袍禮也改為在水仙宮舉行。

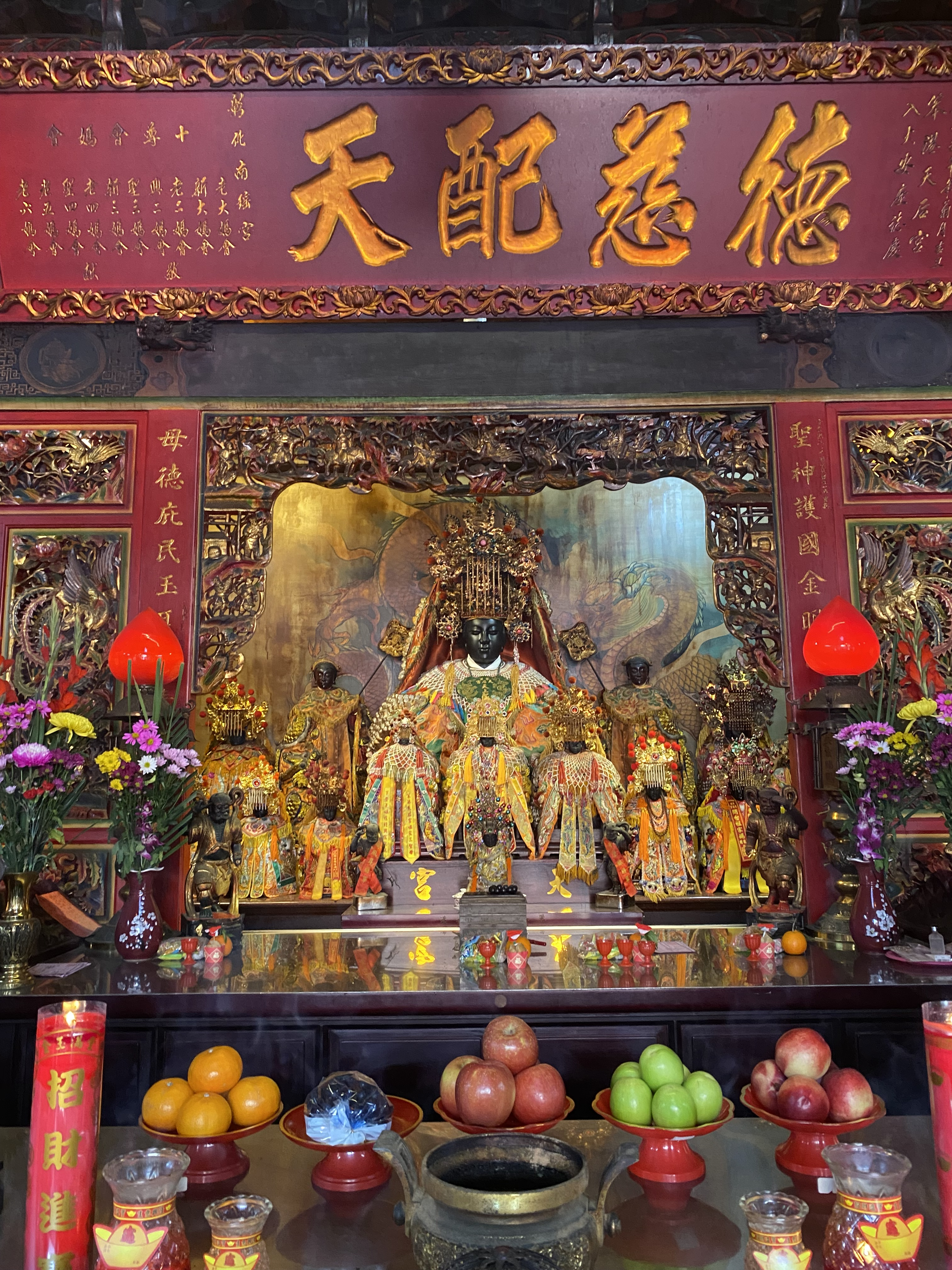
笨港天后宮正殿內

信徒於笨港水仙宮旁購買四百卅坪建廟用地，於1998年開始興建笨港天后宮。該廟又名「笨南港天后宮」，其中大木作為當初修建笨港水仙宮的劉山的孫子劉鴻林負責。建築共分三進，大殿供奉媽祖、後殿供奉觀音，於2002年10月10日入火。此後，南瑤宮笨港進香時，會來此廟舉行換龍袍禮。